# Нові Кошелеї
Нові Кошеле́ї (рос. Новые Кошелеи, чув. Çĕнĕ Каçал) — присілок у складі Комсомольського району Чувашії, Росія. Входить до складу Комсомольського сільського поселення.
Населення — 89 осіб (2010; 87 у 2002).
Національний склад:
- чуваші — 92 %